# 新哈特福德 (康乃狄克州)
新哈特福德（英語：New Hartford）是一個位於美國康乃狄克州利奇菲爾德縣的城鎮。

## 地理
新哈特福德的座標為41°50′29″N 73°00′15″W / 41.84139°N 73.00417°W，而該地的平均海拔高度為266米（即873英尺）。

## 人口
根據2010年美國人口普查的數據，新哈特福德的面積為98.70平方千米，當中陸地面積為95.80平方千米，而水域面積為2.90平方千米。當地共有人口6,970人，而人口密度為每平方千米70人。